# Bistum Lismore
Das Bistum Lismore (lateinisch Dioecesis Lismorensis, englisch Diocese of Lismore) ist eine in Australien gelegene römisch-katholische Diözese mit Sitz in Lismore (New South Wales). 

## Geschichte
Das Bistum Lismore wurde am 5. Mai 1887 durch Papst Pius IX. aus Gebietsabtretungen des Bistums Armidale als Bistum Grafton errichtet und dem Erzbistum Sydney als Suffraganbistum unterstellt. Das Bistum Grafton wurde am 13. Juni 1900 in Bistum Lismore umbenannt.

## Ordinarien

### Bischof von Grafton
- Jeremiah Joseph Doyle, 1887–1900

### Bischöfe von Lismore
- Jeremiah Joseph Doyle, 1900–1909
- John Joseph Carroll, 1909–1949
- Patrick Joseph Farrelly, 1949–1971
- John Satterthwaite, 1971–2001
- Geoffrey Hylton Jarrett, 2001–2016
- Gregory Homeming OCD, seit 2016

## Aktivitäten
Das Catholic Education office in Lismore verwaltet 45 koedukativen Schulen in der Diözese. Das Katholische Ministerium für die Aborigines ist in Macksville beheimatet. Die Diözese bietet auch eine Reihe von Gesundheits- und Altenpflegedienstleistungen an, die von Kinderbetreuung und Pflegeheimen bis zu natürlicher Familienplanung reichen. In der Diözese befinden sich auch die Gemeinschaften der Maristen-Schulbrüder, Presentation Sisters und ein Kloster der Karmelitinnen.

## Kathedrale
Die St. Carthage’s Cathedral des australischen Bistums Lismore ist nicht zu verwechseln mit der gleichnamigen anglikanischen Kathedrale der Church of Ireland in der irischen Stadt Lismore. 
Der heilige Karthago von Lismore, auch Karthach oder Mo Chutu mac Fínaill genannt (* ca. 555; † 14. Mai 639) war ein irischer Ordensmann, Mönch, Priester, Einsiedler, Abt und Bischof. Er gilt als Gründer einer Abtei, aus der sich dann das irische Bistum Lismore entwickelte.